# Platja de la Ribera (Sitges)
La platja de la Ribera és una platja urbana del municipi de Sitges (Garraf) situada davant del passeig marítim, enfront del nucli antic de la localitat, cosa que la fa molt concorreguda. Està limitada per dos espigons als seus dos extrems, com les altres vuit platges que se succeeixen davant del passeig marítim de la localitat, però és considerablement més ampla. La platja va néixer en construir-se el 1948 l'espigó de llevant, que la separa de la platja de la Fragata, i el 1949 el de ponent que la separa de la platja de la Bassa Rodona. Orientada al sud-sud-est, té una longitud de 175 metres i una amplada mitjana de 29 metres, formada per sorra fina i un pendent d'entrada a l'aigua molt suau. Disposa de tots els serveis: públics, com ara dutxes, rentapeus, papereres, socorrisme, salvament i vigilància; i privats, com lloguer de tendals i hamaques i un quiosquet de queviures. S'hi accedeix des del passeig marítim per unes escales i per rampes per persones de mobilitat reduïda.
Està guardonada amb la Bandera Blava, que reconeix internacionalment la qualitat de l'aigua i serveis. L'Agència Catalana de l'Aigua efectua un control setmanal de la qualitat de l'aigua, durant la temporada de bany, amb el resultat d'excel·lent. La platja de Ribera està adherida a la destinació Costa de Barcelona, certificada per Biosphere des del 2017.